# Національний парк Сьєрра-Невада-де-Санта-Марта
Національний природний парк Сьєрра-Невада-де-Санта-Марта (ісп. Parque Nacional Natural Sierra Nevada de Santa Marta) — національний парк, розташований в колумбійських департаментах Ґуахіра, Маґдалена і Сесар, в гірській системі Сьєрра-Невада-де-Санта-Марта. Парк було засновано в 1964 році. Парк являє собою ізольовану від Анд гірську ділянку. Тут зустрічаються всі типи кліматичних зон, що загалом існують в Колумбії, а біоми різняться від вологих тропічних лісів до гірських лісів і парамо.
| Колумбія | Це незавершена стаття з географії Колумбії. Ви можете допомогти проєкту, виправивши або дописавши її. |